# 王良增十一
HD 1239，又名BD+60 21，SAO 11084、HR 60，是一颗仙后座的恒星，视星等为5.74，位于銀經118.83，銀緯-1.06，其B1900.0坐标为赤經0h 11m 34.6s，赤緯+60° -1.06′ 39″。